# Petru Șevciuc
Petru Șevciuc (ur. 9 lipca 1993) – mołdawski zapaśnik walczący w stylu klasycznym.
Zajął trzynaste miejsce na igrzyskach europejskich w 2015. Trzeci na ME U-23 w 2015. Trzeci na ME juniorów w 2013, a także drugi wśród kadetów w 2010 roku.